# Мокроусов Анатолій Олексійович
Анатолій Олексійович Мокроусов (14 квітня 1943 — 9 січня 2021) — український політичний діяч. Народний депутат України 1-го (1990—1992), 3-го (1998—2002) та 4-го (2002—2006) скликань.

## Життєпис
Народився 14 квітня 1943 (селище Ізмайловка, Баришський район, Ульяновська область, Росія).
Освіта: Київський технологічний інститут легкої промисловості (1970), інженер-хімік-технолог.
- З 1960 — слюсар Київського комбінату штучного волокна.
- З 1962 — студент Київського технологічного інституту легкої промисловості.
- З 1963 — служба в армії.
- З 1966 — студент Київського технологічного інституту легкої промисловості.
- З 1970 — помічник майстра, начальник зміни, з 1971 — секретар комітету комсомолу Київського комбінат хімічного волокна.
- З 1973 — начальник цеху, заступник начальника відділу, з 1979 — заступник секретаря, секретар парткому КПРС Київського ВО «Хімволокно».
- З 1984 — другий секретар, з травня 1987 — перший секретар Дніпровського райкому КПРС міста Києва.
- З 1988 — перший секретар Ватутінського райкому КПРС міста Києва.
- З 1990 — голова Ватутінської райради міста Києва, голова райвиконкому.
- Квітень 1992—1994 — Представник Президента України в Ватутінському районі міста Києва[2][3].
- З 1994 — голова Ватутінської райради міста Києва.
- Липень 1995 — травень 1998 — голова Ватутінської райдержадміністрації міста Києва[4][5].
- Вересень 2001 — квітень 2002 — в.о. голови Деснянської райдержадміністрації міста Києва[6][7].

Могила Анатолія Мокроусова, Лук'янівське кладовище

Народний депутат України 12(1-го) скликання з березня 1990 (2-й тур) до червня 1992, Троєщинський виборчий округ № 19, місто Київ. Член Комісії мандатної і з питань депутатської етики (з червня 1990). На час виборів: перший секретар Ватутінського райкому КПУ.
Народний депутат України 3-го скликання з березня 1998 до квітня 2002, виборчий округ № 213, місто Київ. Член фракції СДПУ(О) (травень 1998 — листопад 2001), член фракції партії «Єдність» (з листопада 2001). Член Комітету з питань державного будівництва, місцевого самоврядування та діяльності рад (з липня 1998, з 2000 — Комітет з питань державного будівництва та місцевого самоврядування). Член Української партії «Єдність» (2001—2004).
Народний депутат України 4-го скликання з квітня 2002 до квітня 2006, виборчий округ № 215, місто Київ, висунутий Виборчим блоком політичних партій «Єдність». За 25.92 %, 22 суперників. Член групи «Народовладдя» (жовтень 2002 — травень 2004), уповноважений представник групи «Демократичні ініціативи Народовладдя» (травень — вересень 2004), уповноважений представник фракції партії «Єдина Україна» (вересень 2004 — лютий 2006). Член Комітету з питань державного будівництва та місцевого самоврядування (з червня 2002).
Березень 2006 — кандидат в народні депутати України від Блоку Юлії Тимошенко, № 148 в списку.
Був одружений, виховав двох дітей.
Помер на 78-му році життя від коронавірусної хвороби COVID-19 9 січня 2021 року. Похований на Лук'янівському кладовищі Києва (ділянка № 45, 50°27′51.2″ пн. ш. 30°27′3.65″ сх. д. / 50.464222° пн. ш. 30.4510139° сх. д.).

## Нагороди
Орден Трудового Червоного Прапора. Медалі «За трудову відзнаку», «Ветеран праці». Орден «За заслуги» III (січень 1998), II ступенів (квітень 2003). Почесна грамота Кабінету Міністрів України (березень 2004).